# ザ・ラジオショー
『ザ・ラジオショー』は、ニッポン放送で2020年9月7日から放送されているラジオ・バラエティ番組である。2021年9月までは月 - 金曜日の週5日放送だったが、2021年10月からは土曜日にも放送を開始。
正式タイトルはそれぞれ、月 - 木曜が『ナイツ ザ・ラジオショー』、金曜が『中川家 ザ・ラジオショー』、土曜が『サンドウィッチマン ザ・ラジオショーサタデー』となる。

## 概要

### 平日版
ニッポン放送は2014年度から平日午後のワイド枠で『大谷ノブ彦 キキマス!』『土屋礼央 レオなるど』『DAYS』の3番組を編成していたが、聴取率の改善が見られず、長くて3年程度しかもたなかったことから、2020年下半期の少し早い番組編成にて、9月の聴取率調査週間時に新たなワイド番組として、「笑い」をメインテーマにした当番組を開始。パーソナリティには『ラジオビバリー昼ズ』木曜アシスタントのナイツと、『DAYS』火曜パーソナリティの中川家が継続して出演する。
ナイツについては木曜の『ビバリー』を降板せずに、4時間を通して同局の昼と午後番組に出演する。また、金曜に放送していた『大橋未歩 金曜ブラボー』も終了させた上で平日午後の統一タイトルの番組を放送するのは、『テリーとたい平 のってけラジオ』終了以来10年3カ月ぶりとなる。パートナーについては、ナイツの担当曜日は日替わりで女性お笑いタレントが出演し、中川家の曜日は『DAYS』から継続して東島が出演する。
番組構成は深夜ラジオ放送のリスナー、お笑いタレントファンのリスナーを意識して、冒頭30分程度を芸人ならではのフリートークで展開しつつ、番組前後半にリスナー投稿型のネタコーナーを設けた構成となっている。
2021年6月、「リスナーが本気で選んだラジオ番組最強番付2021」帯番組部門で2位を獲得した。
平日版も土曜版に続く形で、2024年下半期編成より地方局へのネットを開始する。

### 土曜版
ニッポン放送は2021年 下半期番組編成で前番組の『サタデーミュージックバトル 天野ひろゆき ルート930』を終了。同放送枠で当該番組の平日版にゲスト出演歴があり、同年3月までレギュラー番組を担当していたサンドウィッチマンが、同局でラジオ番組のパーソナリティを半年ぶりに務める事を発表した。アシスタントは金曜の中川家のアシスタントを務める東島が担当する。ナイターインの期間中のスペシャルウィークは、ショウアップナイタースペシャル（読売ジャイアンツ戦デーゲーム中継）が編成されることがあるが、基本としては本番組の通常放送を優先したうえで試合途中の15:00からの中継としている（例外として、開幕カードやクライマックスシリーズの中継の際には本番組を短縮して試合の冒頭から中継する。また長嶋茂雄追悼試合となった2025年8月16日も本番組を短縮して中継した）。
土曜版は2022年 下半期編成より地方局へのネットを開始する。ニッポン放送が全曜日を通して、当該時間帯のワイド番組をネットするのは初めてである。

## 出演者

### パーソナリティ
- 月 - 木曜：ナイツ（塙宣之、土屋伸之） - 2020年9月7日 -
- 金曜：中川家（中川剛、中川礼二）-  2020年9月11日 - [注 11]
- 土曜：サンドウィッチマン（伊達みきお、富澤たけし） - 2021年10月2日 - [注 12]

### パートナー
- 月曜：平野ノラ - 2020年9月7日 - 2021年1月25日[注 13]、2021年5月10日 -
- 火曜：山﨑ケイ（相席スタート） - 2020年9月8日 - 2023年5月9日[注 13]、9月5日 -
- 水曜：安藤なつ（メイプル超合金） - 2020年9月9日 -
- 木曜：箕輪はるか（ハリセンボン） - 2020年9月10日 -
- 金・土曜：東島衣里（ニッポン放送アナウンサー[注 14][注 15]） - 2020年9月11日 -

### その他出演者
- 月 - 水曜：前島花音（ニッポン放送アナウンサー。ラジオリビング商品紹介担当） - 2020年9月7日 - [注 16]
- 土曜：箱崎みどり（ニッポン放送アナウンサー。ニュース担当[注 17]）2021年10月2日 -

代理パーソナリティ
- 三四郎（小宮浩信、相田周二） - 2021年3月29日[注 18]、8月18日[注 19]、2023年3月27日[注 18]
- 相席スタート（山﨑ケイ、山添寛） - 2022年3月29日[注 18]
  - 山﨑ケイ - 2021年3月30日[注 18]
- メイプル超合金（安藤なつ、カズレーザー） - 2022年3月28日[注 18]
  - 安藤なつ - 2021年3月31日[注 18]
- ハリセンボン（近藤春菜、箕輪はるか） - 2021年8月19日[注 19]
  - 箕輪はるか - 2021年4月1日[注 18]、2022年1月20日[注 20]
- ニッチェ（江上敬子、近藤くみこ） - 2021年8月16日[注 19]
- しずる（KAƵMA、村上純） - 2022年1月20日[注 20]
- ドランクドラゴン（塚地武雅、鈴木拓） - 2022年1月24日[注 20]
- 佐久間宣行 - 2022年1月25日[注 20]
- キャイ〜ン（天野ひろゆき、ウド鈴木） - 2022年1月26日[注 20]
- サンドウィッチマン(伊達みきお、富澤たけし） - 2022年1月27日[注 20]
- 垣花正（元・ニッポン放送アナウンサー） - 2022年8月6日[注 21]
- 石塚英彦（ホンジャマカ） - 2023年1月21日[注 22]
- 塙宣之 (ナイツ) - 2023年1月28日[注 23]
- 芝大輔（モグライダー） - 2023年3月28日[注 18]
- 伊集院光 - 2023年3月29日[注 18]、2023年8月10日[注 19]
- 藤森慎吾（オリエンタルラジオ） - 2023年3月30日[注 18]
- カンニング竹山 - 2023年8月7日[注 19]
- ウエストランド - 2023年8月8日[注 19]
- 狩野英孝 - 2023年8月9日[注 19]

代理パートナー
- 山添寛（相席スタート) - 2020年10月27日[注 24]、2023年5月30日[注 25]
- ニッチェ（江上敬子、近藤くみこ） - 2020年12月8日[注 26]
- 山根良顕（アンガールズ） - 2021年2月1日、15日[注 27]
- 田中卓志（アンガールズ） - 2021年2月8日、22日[注 27]
- 相田周二（三四郎） - 2021年3月1日、15日[注 27]
- 小宮浩信（三四郎） - 2021年3月8日、22日[注 27]
- 安藤なつ - 2021年3月30日[注 28]
- ハリセンボン（近藤春菜、箕輪はるか） - 2021年3月31日[注 28]
- 山﨑ケイ - 2021年4月1日[注 28]
- 鈴木拓（ドランクドラゴン）- 2021年4月5日、12日、19日[注 27]、2023年8月29日[注 25]
- たかし（トレンディエンジェル） - 2022年3月28日[注 29]
- 内田雄基（ニッポン放送アナウンサー） - 2022年12月9日[注 30]
- 箱崎みどり（ニッポン放送アナウンサー） - 2022年12月10日[注 31]
- 煙山光紀（ニッポン放送アナウンサー） - 2022年12月24日[注 32]
- 熊谷実帆（ニッポン放送アナウンサー） - 2022年12月29日[注 33]
- 黒沢かずこ（森三中） - 2023年5月16日、7月11日[注 25]
- カンニング竹山 - 2023年5月23日、6月20日、7月4日、18日、8月1日、15日[注 25]
- 近藤くみこ（ニッチェ） - 2023年6月6日[注 25]
- やす子 - 2023年6月13日[注 25]
- 磯山さやか - 2023年6月27日[注 25]
- 岩井ジョニ男（イワイガワ） - 2023年7月25日[注 25]
- ともしげ（モグライダー） - 2023年8月8日[注 25]
- 高城れに（ももいろクローバーZ） - 2023年8月22日[注 25]

代理ニュース担当
- 熊谷実帆（ニッポン放送アナウンサー） - 2022年3月5日
- 煙山光紀（ニッポン放送アナウンサー） - 2022年12月10日[注 34]
- 内田雄基（ニッポン放送アナウンサー） - 2022年12月31日、2023年3月18日
- 前島花音（ニッポン放送アナウンサー） - 2023年7月29日[注 34]

代理ラジオリビング商品紹介
- 箱崎みどり（ニッポン放送アナウンサー） - 2021年10月4 - 7日、2023年2月20 - 22日
- 熊谷実帆（ニッポン放送アナウンサー） - 2022年12月9日[注 30]、2023年1月11日、3月21日

ザ・ご当地ショー
- テツandトモ - 2020年11月7日 - 30日[注 35]
- スギちゃん - 2020年12月7日 - 28日[注 36]
- ダンディ坂野 - 2021年2月1日 - 22日[注 37]
- アンゴラ村長（にゃんこスター） - 2021年3月1日 - [注 38]

## タイムテーブル
生放送につき、記載されている時間は目安となる。番組コンセプトから、平日においては1曲も楽曲を掛けないのが特徴である。

### 月 - 木曜
2023年4月3日時点。
| 『ナイツ ザ・ラジオショー』タイムテーブル | 『ナイツ ザ・ラジオショー』タイムテーブル        | 『ナイツ ザ・ラジオショー』タイムテーブル |
| 時刻                                      | 内容                                             | 備考 |
| ----------------------------------------- | ------------------------------------------------ | --- |
| 13:00.00                                  | オープニング                                     | BGMなしでの30分程度のフリートーク後、番組タイトルコールを行い、日替わりテーマメッセージを募る。 |
| 13:31.00                                  | ニッポン放送交通情報（日本道路交通情報センター） | コーナーの時間尺が余った場合、リスナーメッセージ紹介の補填をする。 |
| 13:35.00                                  | ショウアップナイターTODAY                        | ナイターシーズンのみのコーナー。 放送日の『ショウアップナイター』の中継カード事前情報を、当日の実況担当アナウンサー（遠距離の場合は電話中継、開催球場が近距離な場合はスタジオ入り）が伝える。2020年度は『ショウアップナイター一番乗り!』として14時台に放送し、2022年度までは15時台に放送した。 |
| 13:39.00                                  | デイリースペシャル Part1                         | 日替わりコーナーゾーン。 月曜：ラジオで頭の体操しまショー なぞなぞ・言葉遊び・ひっかけ問題で、頭の体操をする。 火曜：塙さん、ちゃんと思い出してください! 忘れっぽい塙が、一生懸命何かを思い出すまでの独り事を考える。 水曜：ニュースター発掘しまショー 売れる前の若手芸人のネタを数組オンエアし、思い出の劇場についても触れる。 木曜：ヤホー!で調べました ナイツが世に知れ渡るの原点である「ヤホー!漫才」ネタを募る。 今後塙がバスローブを着て黒帯をしめるコーナーに変更予定(2023年4月27日放送参照) |
| 13:49.00                                  | ハロー神奈川                                     | 内包番組ゾーン |
| 13:52.00                                  | ニッポン放送ニュース                             | |
| 14:00.00                                  | 2時台オープニング&メッセージ紹介                 | 『DAYS』から継続。同局の所在する千代田区有楽町周辺の気象情報と、残りの番組コーナー情報を読み上げる。 |
| 14:08.00                                  | ザ・ゲストショー 前半                            | 『DAYS』からの継続枠（15時台から移動）。週替わりゲストとのトークコーナー（前半パート）。 |
| 14:27.00                                  | ニッポン放送交通情報（日本道路交通センター）     | 時間尺の余裕があればメッセージ紹介 |
| 14:31.00                                  | ザ・ゲストショー 後半                            | CMを挟んで後半パートとなり、スポンサー冠が外れる。 |
| 14:38.00                                  | ラジオリビング                                   | |
| 14:42.00                                  | デイリースペシャル Part2                         | 日替わりコーナーゾーン。 月曜：ザ・ご当地ショー ご当地モノが流行る中、日本全国様々ないい所を紹介する。 火曜：ザ・老舗ショー 老舗の逸品について紹介するコーナー。 水曜：備えレシピショー 2021年1月6日放送分から開始。防災と料理を目的に置いたコーナーで、コーナースポンサーの缶詰め商品を使用した「火を使わないレシピ」を紹介する。 木曜：ザ・動物ショー 菊地由美が『土屋礼央 レオなるど』、『DAYS』から継続して出演する内包コーナー。 前番組までの映画コーナーから、『天才!志村どうぶつ園』（日本テレビ）に出演していた箕輪にちなむ「動物が大好きな菊地が見付けた動物の日常小ネタ」「YouTubeで見付けた面白い映像やリスナーからの面白ペット情報」を扱うものとなった。 |
| 14:54.00                                  | ニッポン放送ニュース                             | [ 注 42 ] |
| 15:00.00                                  | 3時台オープニング                                | 2時台と同じく、千代田区有楽町周辺の気象情報と残りの番組コーナー情報を読み上げる。 2020年10月の聴取率調査週間時からは、このパートで『辛坊治郎ズーム そこまで言うか!』のスタジオとクロストークを行っている。 |
| 15:04.00                                  | デイリースペシャル Part3                         | 日替わりパートナーにフィーチャーするためのゾーン。 月曜：平野ノラ育児日記 子育て中の平野ノラの育児体験を見守ると共に、リスナーから育児にまつわる様々なエピソードを募集する。 火曜：山崎ケイ 男と女のアレコレ 男女の関係における難解なアレコレを、芸人界隈から“ちょうどいい女”と称される山崎が答える。 水曜：イけるっしょ ちょっと不安なことがあっても「イけるっしょ」の精神で乗り切ろうとする安藤のように、「イけるっしょ」の精神で挑戦したことを募る。 木曜：重機ハイブリッド川柳 重機好きの箕輪に因み、19「じゅうき（ゅう）」文字の5・9・5縛りで唸らせる川柳を募る。                                                                                               |
| 15:20.00                                  | ニッポンチャレンジドアスリート                   | 内包番組ゾーン。 |
| 15:27.30                                  | エンディング                                     | リスナープレゼントの当選者発表とエンディングトークを行う。 |

### 金曜
2023年4月7日時点。
| 『中川家 ザ・ラジオショー』タイムテーブル | 『中川家 ザ・ラジオショー』タイムテーブル        | 『中川家 ザ・ラジオショー』タイムテーブル |
| 時刻                                      | 内容                                             | 備考 |
| ----------------------------------------- | ------------------------------------------------ | --- |
| 13:00.00                                  | オープニングトーク                               | 冒頭のジングルが流れ終わったのち、BGMなしで30分程度のフリートークを行う。 |
| 13:30:00                                  | オープニング                                     | タイトルコールを挟み、東島が紹介されてそのまま合流。同時に当日のゲスト・コーナー紹介や、日替わりテーマメッセージを募る。 |
| 13:33.00                                  | ニッポン放送交通情報（日本道路交通情報センター） | 時間尺の余裕があればメッセージが紹介される。 |
| 13:35.00                                  | ショウアップナイターTODAY                        | ナイターイン時期のみのコーナー。 |
| 13:41.00                                  | ラジオCMを作ろう!                                | 中川家がかつて担当していた『オールナイトニッポンPremium』時代のコーナー。 実在・架空は問わず制作して欲しい架空の商品・企業名を募集し、それに合わせた独自のラジオCMを制作する。 |
| 13:52.00                                  | ハロー神奈川                                     | |
| 13:54.30                                  | ニッポン放送ニュース                             | |
| 14:00.00                                  | 2時台オープニング&メッセージ紹介                 | 『DAYS』からの継続。 剛が気象情報（有楽町周辺の気温・湿度）とスタジオの窓から見える有楽町界隈の様子（「隣地のザ・ペニンシュラ東京へ出入りする車の台数」など）を伝えたのち、東島が関東地方の情報補足を行う。 2020年末頃からは剛がマイメロディを模したキャラクター・「ツヨメロちゃん」を演じ、気象情報と共に「ツヨメロちゃん」へのメールが紹介される。                                                  |
| 14:03.00                                  | ザ・ゲストショー                                 | 週替わりゲストとのトークコーナー。月曜 - 木曜と異なり、スポンサーなしで放送される。 |
| 14:30.00                                  | ニッポン放送交通情報（日本道路交通情報センター） | 時間尺の余裕があればメッセージが紹介される。 |
| 14:34.00                                  | ラジオリビング                                   | [ 注 46 ] |
| 14:42.00                                  | クイズ!正解は東島                                | 2022年4月1日開始。『オールナイトニッポンPremium』から東島と共演を続けている中川家が、リスナーから募集した東島に関する問題に正解できるかに挑戦する。 問題が選出されたリスナーへは、東島と中川家（2人のいずれか）の答えが揃った場合に番組ステッカーの4枚セット、外れた場合にステッカー1枚（ランダム）が送られる。                                                                                       |
| 14:54.45                                  | ニッポン放送ニュース                             | |
| 15:00.00                                  | 3時台オープニング                                | 2時台と同様、剛（と東島）による気象情報の紹介。 |
| 15:03.00                                  | BSフジ ウィークエンドインフォメーション          | 『金曜ブラボー。』→『大橋未歩 金曜ブラボー』 からの継続コーナー。 フジ・メディア・ホールディングスのグループ企業であるBSフジの、当日夜から週末にかけて放送を予定している番組を2〜3個ほど東島が紹介する。 不定期で同社広報部社員らがゲスト出演することもあるが、2020年9月18日放送分では同局代表取締役社長である亀山千広が番組出演し、映画『ジャズ喫茶ベイシー Swiftyの譚詩（Ballad）』の告知を行った。 |
| 15:20.00                                  | ニッポンチャレンジドアスリート                   | |
| 15:26.30                                  | エンディング                                     | エンディングトークとテーマメール紹介をしたのち、挨拶をしてそのまま終了する。 視聴率調査週間の際は、後番組の『うどうのらじお』とのクロストークをこのパートで行う。 |

### 土曜
2025年4月時点。
| 『サンドウイッチマン ザ・ラジオショーサタデー』タイムテーブル | 『サンドウイッチマン ザ・ラジオショーサタデー』タイムテーブル | 『サンドウイッチマン ザ・ラジオショーサタデー』タイムテーブル |
| 時刻                                                          | 内容                                                          | 備考 |
| ------------------------------------------------------------- | ------------------------------------------------------------- | --- |
| 13:00.00                                                      | オープニング                                                  | 挨拶をしBGMなしでの30分程度のフリートーク後、番組タイトルコールを行った後、東島アナを交えたトーク。 |
| 13:40.00                                                      | テーマメッセージ紹介                                          | |
| 13:45.00                                                      | 福島みーつけた!                                               | 福島名産品を実際に試食するなどする。 |
| 13:55.00                                                      | ニッポン放送ニュース ニッポン放送交通情報                     | ネット局がついた2022年10月1日以降13:55-14:00に固定化。 ローカル枠として使用される。 かつて14時台の交通情報では番組開始当初は女性が勤めていたが終了後にする富澤の投げキッスがセクハラと受け取られ2か月後のこの時間帯は男性アナウンサーに変更されたが、全国ネット化に伴って14時台のニュース・交通情報が当番組から外されたため、この時間帯で復活している。 |
| 14:00.00                                                      | 伊達さんの『2時です！』のコーナー                             | ジングルで流れる『2時です!』に続き、伊達が違う時間を言ったり、リスナーからのリクエストに応え、面白おかしく遊ぶ大人気コーナー。 |
| 14:03.00                                                      | ザ・ゲストショー                                              | 週替わりゲストとのトークコーナー |
| 14:40.00                                                      | みきおとたけしのちょっとブレイク喫煙室の会話                  | サンドの2人が放送前の喫煙室での会話を盗み録り。と言う建前のトークコーナー。伊達が禁煙を宣言してからは「控え室での会話」にタイトル変更。 |
| 14:45.00                                                      | 東北来てけさいんしょ!                                         | 東日本大震災後の東北復興を目指す人々と電話を繋いで明るい話題を提供するコーナー。コーナー休止、ゲストショーのゲストの居残り参加あり。 |
| 14:50.00                                                      | エンディング                                                  | リスナープレゼントの当選者発表とエンディングトークを行う。 |

### 終了コーナー
- ザ・秋のG1ショー

2020年9月28日に開始した、1週間の限定コーナー。『サタデー知っとかナイツ』にて放送していた「ナイツ土屋の明日の競馬大予想」の実質的リバイバルコーナーで、1週間掛けて中央競馬の秋のG1の概要から注目馬、予想を行っていた。
同年10月22日から木曜固定でコーナーが復活し、箕輪がG1レースの予想を行い、馬券が当たった場合は払戻金をリスナーへの還元プレゼントの対象とする。
- クイックルミニワイパー プレゼンツ ザ・トイレショー

2020年12月に行われたマンスリーコーナー。「トイレ博士」を自称する火曜の構成作家・佐藤満春が、リスナーから募ったトイレに纏わる疑問への回答と雑学について語るコーナー。コーナーの締めはスポンサー商品の紹介となる。
- 洲本市Presents ナイツのコピーライター事務所

番組開始時の水曜に『DAYS』からの継続コーナースポンサー枠。洲本市の魅力をもっと一杯知って欲しい事を鑑み、様々な物にキャッチコピーを名付ける。
- 団地の掟

番組開始時の月曜15時台に構成していた平野のメインコーナー。葛飾区の団地育ちだった平野に因み、“団地でのエピソード”や“団地あるある”を募る。
- ウチの田中は彼女ができない

2月の月曜15時台に構成していた平野の産休に伴い出演した代理パートナーのアンガールズのメインコーナー。『ウチの娘は、彼氏が出来ない!!』を捩ったコーナー。田中に彼女が出来ない理由をリスナーから募り、それを活かして改善する案を列挙する。
- 小宮匂わせ情報

3月の月曜15時台に構成していた平野の産休に伴い出演した代理パートナーの三四郎のメインコーナー。芸能人が小宮を好きだという匂わせ発現をリスナーから募る。
- あなたの周りの鈴木拓 たっくんコーナー

4月の月曜15時台に構成していた平野の産休に伴い出演した代理パートナーの鈴木拓のメインコーナー。リスナーの周りに居るインフルエンサーに関するエピソードを募る。
- 迷コメンテーター 安藤なつ[注 48]

安藤の相方・カズレーザーがワイドショーのコメンテーターを担当していることから、安藤とナイツの2人が「世の中のちょっと気になる話題」を独断と偏見だけで深掘りする。
- 糖業協会Presents めっちゃええレシピ 〜中川家と食卓〜

料理研究家の加藤美弥子が、放送直後からでも作れる糖類を使ったレシピを紹介する。『土屋礼央 レオなるど』『DAYS』からの継続コーナーで、中川家の出演曜日移動に伴って放送曜日が変更された。2021年9月24日終了。
- ありがとう桂子師匠[注 49] 名鳥銘木コーナー

ナイツの師匠・内海桂子の十八番ネタ「名鳥銘木」に因み、“キ”や“トリ”にかけて行う言葉遊び。
- 芸能ニュース 今週の最下位

近年のワイドショーの芸能ゴシップが男女のゴシップの中で埋もれてしまった、誰も気にならないニュースやネットニュースの端の端にあるような些細なニュース、芸能人のSNSから見つけた「笑ってしまう明るい芸能ネタ」を紹介する。
- TOP3はなんでショー

2021年10月22日開始。剛・礼二が提示されたお題の中でトップ3を決定（隔週で2人が交互に行う）し、その内容を伏せてリスナーが予想をするコーナー。トップ3がすべて的中したリスナーの中から、1名にAmazon.co.jpのギフト券（3000円分）が送られる。2022年3月25日終了。

## ゲスト

### 2020年
| 2020年       | 2020年                         | 2020年                       | 2020年                       | 2020年                       | 2020年                  |
| 2020年       | 月曜日                         | 火曜日                       | 水曜日                       | 木曜日                       | 金曜日                  |
| ------------ | ------------------------------ | ---------------------------- | ---------------------------- | ---------------------------- | ----------------------- |
| 9/7 - 11     | 高田文夫                       | 中川家                       | アンガールズ                 | 近藤春菜（ハリセンボン）     | サンドウィッチマン      |
| 9/14 - 18    | 銀シャリ                       | おかずクラブ                 | ロッチ                       | はなわ                       | 渡辺徹 U字工事          |
| 9/21 - 25    | （なし）                       | （なし）                     | 石田明（NON STYLE）          | ニューヨーク                 | 黒沢かずこ（森三中）    |
| 9/28 - 10/2  | 我が家                         | 山添寛（相席スタート）       | トム・ブラウン               | 徳井健太（平成ノブシコブシ） | 尼神インター            |
| 10/5 - 9     | 空気階段                       | 木本武宏（TKO）              | 狩野英孝                     | ジャルジャル                 | くまだまさし            |
| 10/12 - 16   | COWCOW                         | 小沢一敬（スピードワゴン）   | ミキ                         | ジョイマン                   | 四千頭身                |
| 10/19 - 23   | 藤森慎吾（オリエンタルラジオ） | U字工事                      | クロちゃん（安田大サーカス） | 藤井隆                       | FUJIWARA                |
| 10/26 - 30   | ティモンディ                   | 団長安田（安田大サーカス）   | フワちゃん                   | あばれる君                   | スリムクラブ            |
| 11/2 - 6     | ビビる大木                     | （なし）                     | マシンガンズ                 | 辛坊治郎                     | ほんこん                |
| 11/9 - 13    | すゑひろがりず                 | 瀧川鯉斗                     | コロコロチキチキペッパーズ   | ラランド                     | 空気階段                |
| 11/16 - 20   | キンタロー。                   | 椿鬼奴                       | 井戸田潤（スピードワゴン）   | かもめんたる                 | しゅんしゅんクリニックP |
| 11/23 - 27   | （なし）                       | ショウショウ                 | アキラ100%                   | フルーツポンチ               | ジャングルポケット      |
| 11/30 - 12/4 | ふかわりょう                   | 佐藤満春（どきどきキャンプ） | トレンディエンジェル         | 黒沢かずこ（森三中）         | くっきー!（野性爆弾）   |
| 12/7 - 11    | スギちゃん                     | ニッチェ                     | バービー（フォーリンラブ）   | 川村エミコ（たんぽぽ）       | ぼる塾                  |
| 12/14 - 18   | 立川志らく                     | 川島明（麒麟）               | おぼん・こぼん               | 笑福亭鶴光                   | ゆりやんレトリィバァ    |
| 12/21 - 25   | 東京ホテイソン                 | マンボウやしろ               | パーパー                     | （なし）                     | ずん                    |
| 12/28 - 31   | まんじゅう大帝国               | じゅんいちダビッドソン       | 春風亭一之輔                 | 紫吹淳                       |                         |

### 2021年
| 2021年       | 2021年                                | 2021年                                 | 2021年                                      | 2021年                                        | 2021年                                 | 2021年                                      |
| 2021年       | 月曜日                                | 火曜日                                 | 水曜日                                      | 木曜日                                        | 金曜日                                 | 土曜日                                      |
| ------------ | ------------------------------------- | -------------------------------------- | ------------------------------------------- | --------------------------------------------- | -------------------------------------- | ------------------------------------------- |
| 1/1          |                                       |                                        |                                             |                                               | クールポコ。                           |                                             |
| 1/4 - 8      | 錦鯉                                  | HEY!たくちゃん                         | オズワルド                                  | 近藤春菜（ハリセンボン）                      | パンクブーブー                         |                                             |
| 1/11 - 14    | （なし）                              | 塚地武雅（ドランクドラゴン）           | 鳥居みゆき                                  | はなわ                                        | NON STYLE                              |                                             |
| 1/18 - 22    | 山根良顕（アンガールズ）              | 鈴木拓（ドラングドラゴン）             | 馬鹿よ貴方は                                | 鬼越トマホーク                                | マヂカルラブリー                       |                                             |
| 1/25 - 29    | 神田伯山                              | レイザーラモンRG（レイザーラモン）     | 岡野陽一                                    | イワイガワ                                    | ニューヨーク                           |                                             |
| 2/1 - 4      | ダンディ坂野                          | しずる                                 | ラブレターズ                                | ハマカーン                                    | オズワルド                             |                                             |
| 2/8 - 12     | タイムマシーン3号                     | 蛙亭                                   | 令和ロマン                                  | （なし）                                      | ライセンス                             |                                             |
| 2/15 - 19    | 三四郎                                | 青空球児・好児                         | バカリズム                                  | 清水ミチコ                                    | ロッチ                                 |                                             |
| 2/22 - 26    | ザブングル                            | （なし）                               | 斉木しげる                                  | トータルテンボス                              | インディアンス                         |                                             |
| 3/1 - 5      | すゑひろがりず                        | 尼神インター                           | 佐久間一行                                  | ゆりやんレトリィバァ                          | 次長課長                               |                                             |
| 3/8 - 12     | 横澤夏子                              | 吉住                                   | 寺田寛明 高田ぽる子                         | （なし）                                      | シソンヌ                               |                                             |
| 3/15 - 19    | エイトブリッジ                        | 駆け抜けて軽トラ                       | 銀シャリ                                    | ハリウッドザコシショウ                        | ケンドーコバヤシ                       |                                             |
| 3/22 - 26    | ZAZY                                  | プラス・マイナス                       | TAIGA                                       | つぶやきシロー                                | コロコロチキチキペッパーズ             |                                             |
| 3/29 - 4/2   | ルシファー吉岡                        | 石出奈々子                             | 納言                                        | しずる                                        | なだぎ武                               |                                             |
| 4/5 - 9      | 流れ星☆                               | シソンヌ                               | かが屋                                      | 今野浩喜                                      | フルーツポンチ                         |                                             |
| 4/12 - 16    | 板倉俊之（インパルス）                | おかずクラブ                           | 三拍子                                      | ダイタク                                      | ゆにばーす                             |                                             |
| 4/19 - 23    | ケンドーコバヤシ                      | 向井慧・菅良太郎（パンサー）           | ぺこぱ                                      | 蛍原徹（雨上がり決死隊）                      | 霜降り明星                             |                                             |
| 4/26 - 30    | 三宅裕司                              | 小倉久寛                               | 春風亭昇太                                  | （なし）                                      | 渡辺正行                               |                                             |
| 5/3 - 7      | （なし）                              | （なし）                               | 完熟フレッシュ 大村朋宏（トータルテンボス） | 遠藤章造（ココリコ）                          | ケン（水玉れっぷう隊）                 |                                             |
| 5/10 - 14    | TIM                                   | ザ・マミィ                             | イジリー岡田                                | 田中直樹（ココリコ）                          | とろサーモン                           |                                             |
| 5/17 - 21    | エハラマサヒロ                        | インスタントジョンソン                 | スーパー・ササダンゴ・マシン                | ザ・たっち                                    | もう中学生                             |                                             |
| 5/24 - 28    | 近藤くみこ（ニッチェ）                | ダイアン                               | オジンオズボーン                            | 竹若元博（バッファロー吾郎）                  | マシンガンズ                           |                                             |
| 5/31 - 6/4   | ねづっち                              | すず風にゃん子・金魚                   | 錦鯉                                        | 中津川弦                                      | 間寛平                                 |                                             |
| 6/7 - 11     | 村上知子（森三中）                    | インディアンス                         | エレキコミック                              | バッファロー吾郎A（バッファロー吾郎）         | ライス                                 |                                             |
| 6/14 - 18    | 劇団ひとり 鈴木拓（ドラングドラゴン） | ずん ゲンセンシホウセン 内藤剛志       | 高田文夫 デカキン                           | マヂカルラブリー 仲嶺巧（三日月マンハッタン） | 友近                                   |                                             |
| 6/21 - 25    | U字工事                               | 山添寛（相席スタート）                 | ミルクボーイ                                | ロケット団                                    | バッドボーイズ                         |                                             |
| 6/28 - 7/2   | Aマッソ                               | くまだまさし                           | 紺野ぶるま                                  | ラバーガール                                  | 太田博久・おたけ（ジャングルポケット） |                                             |
| 7/5 - 9      | コウメ太夫                            | はなわ                                 | AMEMIYA                                     | トット                                        | 狩野英孝                               |                                             |
| 7/12 - 16    | マキタスポーツ                        | コットン                               | アインシュタイン                            | わらふぢなるお                                | 蛙亭                                   |                                             |
| 7/19 - 23    | 山本博（ロバート）                    | 太田博久・おたけ（ジャングルポケット） | おばたのお兄さん                            | （なし）                                      | あばれる君                             |                                             |
| 7/26 - 30    | ダンディ坂野                          | 三遊亭小遊三                           | （なし）                                    | ランジャタイ                                  | おいでやす小田                         |                                             |
| 8/2 - 6      | ジグザグジギー                        | オズワルド                             | ペンギンズ                                  | 久保田かずのぶ（とろサーモン）                | ニューヨーク                           |                                             |
| 8/9 - 13     | （なし）                              | ヒコロヒー                             | 髙地優吾（SixTONES）                        | 団長安田（安田大サーカス）                    | 平成ノブシコブシ                       |                                             |
| 8/16 - 20    | パーパー                              | U字工事                                | 狩野英孝                                    | 清水ミチコ                                    | 囲碁将棋                               |                                             |
| 8/23 - 27    | 桂宮治                                | にゃんこスター                         | 玉井詩織・高城れに（ももいろクローバーZ）   | ニッポンの社長                                | 渡辺徹 なすなかにし                    |                                             |
| 8/30 - 9/3   | 怪奇!YesどんぐりRPG                   | コマンダンテ                           | やす子                                      | ますだおかだ                                  | ゆりやんレトリィバァ                   |                                             |
| 9/6 - 10     | シソンヌ                              | 四千頭身                               | 小堺一機                                    | クロちゃん（安田大サーカス）                  | 蛍原徹                                 |                                             |
| 9/13 - 17    | ライセンス                            | オラキオ                               | ゾフィー                                    | 田村裕（麒麟）                                | かまいたち                             |                                             |
| 9/20 - 24    | （なし）                              | しずちゃん（南海キャンディーズ）       | とにかく明るい安村                          | （なし）                                      | おかずクラブ                           |                                             |
| 9/27 - 10/2  | 鈴木おさむ                            | うるとらブギーズ                       | ライス                                      | キャイ〜ン                                    | 小杉竜一（ブラックマヨネーズ）         | 和田アキ子                                  |
| 10/4 - 9     | やまもとまさみ                        | しずる                                 | コロッケ                                    | おせつときょうた                              | ネルソンズ                             | 木梨憲武（とんねるず） ミッツ・マングローブ |
| 10/11 - 16   | ロッチ                                | アイデンティティ                       | 片岡鶴太郎                                  | まんじゅう大帝国                              | 空気階段                               | ナイツ                                      |
| 10/18 - 23   | コージー冨田                          | 原口あきまさ                           | ホリ                                        | 山本高広                                      | レイザーラモンRG（レイザーラモン）     | 中川家                                      |
| 10/25 - 30   | 男性ブランコ                          | オキシジェン                           | 古賀シュウ むらせ                           | Everybody                                     | ドランクドラゴン                       | 渡辺徹                                      |
| 11/1 - 6     | おぼん・こぼん                        | 山添寛（相席スタート）                 | （なし）                                    | ZAZY                                          | かが屋                                 | （なし）                                    |
| 11/8 - 13    | 5GAP                                  | スリムクラブ                           | ぽんぽこ                                    | しゃもじ                                      | エハラマサヒロ                         | ロケット団                                  |
| 11/15 - 20   | パーパー                              | COWCOW                                 | ジャルジャル                                | 永野                                          | ジェラードン                           | ティモンディ                                |
| 11/22 - 27   | 柳亭小痴楽                            | （なし）                               | あばれる君                                  | 天竺鼠                                        | あべこうじ                             | 髭男爵                                      |
| 11/29 - 12/4 | ダイタク                              | 金の国                                 | ウエストランド                              | 流れ星☆                                       | 2丁拳銃                                | 八木亜希子                                  |
| 12/6 - 11    | NON STYLE                             | ぶるファー吉岡                         | 東京ホテイソン                              | 神奈月                                        | ニッポンの社長                         | 高田文夫                                    |
| 12/13 - 18   | 大泉洋                                | 劇団ひとり                             | 松村邦洋                                    | 高田文夫                                      | ずん                                   | 土田晃之                                    |
| 12/20 - 25   | 小沢一敬（スピードワゴン）            | コマンダンテ                           | モグライダー                                | 佐藤哲夫（パンクブーブー）                    | （なし）                               | 永野                                        |
| 12/27 - 31   | チャンカワイ（Wエンジン）             | そいつどいつ                           | 勝俣州和                                    | もう中学生                                    | （なし）                               |                                             |

### 2022年
| 2022年        | 2022年                                                               | 2022年                       | 2022年                                                             | 2022年                                 | 2022年                                    | 2022年                                                  |
| 2022年        | 月曜日                                                               | 火曜日                       | 水曜日                                                             | 木曜日                                 | 金曜日                                    | 土曜日                                                  |
| ------------- | -------------------------------------------------------------------- | ---------------------------- | ------------------------------------------------------------------ | -------------------------------------- | ----------------------------------------- | ------------------------------------------------------- |
| 1/1           |                                                                      |                              |                                                                    |                                        |                                           | U字工事                                                 |
| 1/3 - 8       | クールポコ。                                                         | ビックスモールン             | 真空ジェシカ                                                       | 林家三平                               | ダイタク                                  | 東京ホテイソン                                          |
| 1/10 - 15     | 三日月マンハッタン                                                   | 笑福亭羽光                   | かもめんたる                                                       | お見送り芸人しんいち                   | 石田明（NON STYLE） 瀬下豊（天竺鼠）      | パックンマックン                                        |
| 1/17 - 22     | ランジャタイ                                                         | 島田秀平                     | トム・ブラウン 新内眞衣（乃木坂46）                                | 蛙亭                                   | 村上ショージ                              | 春風亭一之輔                                            |
| 1/24 - 29     | ケンドーコバヤシ                                                     | 山添寛（相席スタート）       | 桂宮治                                                             | おぼん・こぼん                         | クロちゃん（安田大サーカス）              | 石塚英彦（ホンジャマカ） 三村マサカズ（さまぁ〜ず）     |
| 1/31 - 2/5    | ゴルゴ松本（TIM）                                                    | 徳井健太（平成ノブシコブシ） | ハナコ                                                             | カミナリ                               | 錦鯉                                      | 鈴木杏樹                                                |
| 2/7 - 12      | ニッチェ 梅小鉢                                                      | COWCOW 鬼越トマホーク        | なすなかにし                                                       | 近藤春奈（ハリセンボン） オダウエダ    | （なし）                                  | 笑福亭鶴光                                              |
| 2/14 - 19     | DJ KOO（TRF）                                                        | 酒井一圭・後上翔太（純烈）   | 石川浩司                                                           | はなわ                                 | インディアンス                            | 藤巻亮太（レミオロメン）                                |
| 2/21 - 26     | 三四郎                                                               | ななまがり                   | （なし）                                                           | ビスケットブラザーズ                   | 木本武宏（TKO）                           | ゲッターズ飯田                                          |
| 2/28 - 3/5    | 次長課長                                                             | マンボウやしろ               | 秋元康                                                             | マシンガンズ                           | 間寛平                                    | マギー審司                                              |
| 3/7 - 12      | 小籔千豊                                                             | ファーストサマーウイカ       | コロコロチキチキペッパーズ                                         | 小島よしお                             | マキタスポーツ                            | 山寺宏一                                                |
| 3/14 - 19     | 田辺智加（ぼる塾）                                                   | ZAZY                         | みなみかわ                                                         | TOKYO COOL                             | オズワルド                                | 久保史緒里（乃木坂46）                                  |
| 3/21 - 26     | （なし）                                                             | 藤原丈一郎（なにわ男子）     | 宮本和知                                                           | 三宅裕司                               | 怪奇YesどんぐりRPG                        | （なし）                                                |
| 3/28 - 4/2    | 納言                                                                 | 岡野陽一                     | わらふぢなるお                                                     | おぼん・こぼん                         | プラス・マイナス                          | 坂本冬美                                                |
| 4/4 - 9       | シャウト!!                                                           | ザ・マミィ                   | ママタルト                                                         | ロケット団                             | 次長課長                                  | トム・ブラウン                                          |
| 4/11 - 16     | フォーリンラブ                                                       | ダイヤモンド                 | パーパー                                                           | 流れ星☆                                | モグライダー                              | 東京ホテイソン                                          |
| 4/18 - 23     | 今田耕司                                                             | 佐久間宣行                   | R-指定（Creepy Nuts）                                              | 土田晃之                               | マヂカルラブリー                          | 石塚英彦（ホンジャマカ） 小杉竜一（ブラックマヨネーズ） |
| 4/24 - 30     | 大自然                                                               | 濱田祐太郎                   | FUJIWARA                                                           | しずる                                 | （なし）                                  | わらふぢなるお                                          |
| 5/2 - 7       | 友近                                                                 | （なし）                     | （なし）                                                           | （なし）                               | 後藤輝基（フットボールアワー）            | ロッチ                                                  |
| 5/9 - 14      | 増田英彦（ますだおかだ）                                             | 木本武宏（TKO）              | キンタロー。                                                       | 岡田圭右（ますだおかだ）               | 東京ホテイソン                            | 内山信二                                                |
| 5/16 - 21     | X-GUN                                                                | 爆笑問題                     | BOOMER                                                             | 古坂大魔王                             | ミキ                                      | ビビる大木                                              |
| 5/23 - 28     | エルフ                                                               | 白川裕二郎・後上翔太（純烈） | ダニエルズ                                                         | ロッチ                                 | 古賀シュウ                                | クロちゃん（安田大サーカス）                            |
| 5/30 - 6/4    | こがけん                                                             | トシ（タカアンドトシ）       | 村上ショージ                                                       | アタック西本・かみちぃ（ジェラードン） | リットン調査団                            | 木梨憲武（とんねるず） ジェシー（SixTONES）             |
| 6/6 - 6/11    | レインボー                                                           | 蝶花楼桃花                   | 紺野ぶるま                                                         | XXCLUB                                 | オダウエダ                                | 垣花正                                                  |
| 6/13 - 6/18   | 3時のヒロイン ヒロミ                                                 | バカリズム                   | 中川家                                                             | 高田文夫                               | フワちゃん                                | 石塚英彦（ホンジャマカ）                                |
| 6/20 - 6/25   | 西村瑞樹（バイきんぐ）                                               | ヒコロヒー                   | 土佐兄弟                                                           | オジンオズボーン                       | すゑひろがりず                            | カミナリ                                                |
| 6/27 - 7/2    | トム・ブラウン                                                       | TEAM BANANA                  | ストレッチーズ                                                     | ぱーてぃーちゃん                       | チュートリアル                            | 藤あや子                                                |
| 7/4 - 7/9     | 高城れに（ももいろクローバーZ）                                      | ダイタク                     | ぽんぽこ                                                           | ジョイマン                             | とろサーモン                              | 元ちとせ                                                |
| 7/11 - 7/16   | みなみかわ                                                           | 中津川弦                     | 三拍子                                                             | 伊集院光                               | 井上雄介（NON STYLE）                     | 玉木宏                                                  |
| 7/18 - 7/23   | （なし）                                                             | 恐竜くん                     | 米村でんじろう                                                     | 田中泰                                 | 東京ダイナマイト                          | 一龍斎貞弥                                              |
| 7/25 - 7/30   | COWCOW                                                               | ニューヨーク                 | 春風亭一之輔                                                       | 尾形貴弘（パンサー）                   | 次長課長                                  | 前田亘輝（TUBE）                                        |
| 8/1 - 8/6     | 渡辺徹                                                               | チャンス大城                 | GAG                                                                | カミナリ                               | マンボウやしろ                            | 和田アキ子                                              |
| 8/8 - 8/13    | Aマッソ                                                              | インポッシブル               | 鳥居みゆき                                                         | （なし）                               | ミルクボーイ 間寛平                       | なし                                                    |
| 8/15 - 8/20   | 里崎智也                                                             | アイロンヘッド               | グランジ                                                           | 空気階段                               | 秋山竜次（ロバート）                      | 大友康平（HOUND DOG）                                   |
| 8/22 - 8/27   | あばれる君                                                           | なすなかにし                 | 玉井詩織・佐々木彩夏（ももいろクローバーZ） 千原せいじ（千原兄弟） | 笑組                                   | ヨネダ2000                                | ナイツ                                                  |
| 8/29 - 9/3    | サンドウィッチマン                                                   | 銀シャリ                     | タカアンドトシ                                                     | 清水ミチコ                             | 蛍原徹                                    | 石塚英彦（ホンジャマカ） 庄司智春（品川庄司）           |
| 9/5 - 9/10    | ハナコ                                                               | ショウショウ                 | やす子 高田ぽる子                                                  | きしたかの                             | おばたのお兄さん                          | 杏子（BARBEE BOYS）                                     |
| 9/12 - 9/17   | ダチョウ倶楽部                                                       | 納言                         | ゆめちゃん                                                         | 蓮見翔・吉原怜那（ダウ90000）          | ハリウッドザコシショウ                    | 水森かおり                                              |
| 9/19 - 9/24   | （なし）                                                             | 男性ブランコ                 | EXIT                                                               | 佐久間一行                             | （なし）                                  | たむらけんじ                                            |
| 9/26 - 10/1   | かが屋                                                               | なし                         | わらふぢなるお                                                     | 団長・クロちゃん（安田大サーカス）     | さらば青春の光                            | 三宅裕司                                                |
| 10/3 - 10/8   | 鈴木拓（ドランクドラゴン）                                           | お見送り芸人しんいち         | 宮下草薙                                                           | タイムマシーン3号                      | 藤井隆 間寛平                             | （なし）                                                |
| 10/10 - 10/15 | （なし）                                                             | や団 岡野陽一                | 木村祐一                                                           | 石塚英彦（ホンジャマカ）               | モグライダー                              | 永野                                                    |
| 10/17 - 10/22 | コロコロチキチキペッパーズ                                           | 井戸田潤（スピードワゴン）   | おぼんこぼん                                                       | 平成ノブシコブシ                       | ジャングルポケット チョコレートプラネット | 石塚英彦（ホンジャマカ） 彦摩呂                         |
| 10/24 - 10/29 | 箱崎みどり・新行市佳・前島花音・内田雄基（ニッポン放送アナウンサー） | はなわ                       | ハリウッドザコシショウ                                             | テンダラー                             | エルフ                                    | 八木亜希子                                              |
| 10/31 - 11/5  | ラブレターズ                                                         | ワッキー（ペナルティ）       | ゴー☆ジャス                                                        | （なし）                               | ネルソンズ                                | DJ KOO                                                  |
| 11/7 - 11/12  | とにかく明るい安村                                                   | トータルテンボス             | いぬ                                                               | 岡田圭右（ますだおかだ）               | おいでやす小田                            | 男性ブランコ                                            |
| 11/14 - 11/19 | ふかわりょう                                                         | 有野晋哉（よゐこ）           | 令和ロマン                                                         | ムーディ勝山                           | や団                                      | ランジャタイ                                            |
| 11/21 - 11/26 | 彦摩呂                                                               | 濱口優（よゐこ）             | （なし）                                                           | Everybody ぱーてぃーちゃん             | 松村邦洋                                  | 磯山さやか                                              |
| 11/28 - 12/3  | 永野                                                                 | ZAZY                         | 山崎静代（南海キャンディーズ）                                     | スーパーマラドーナ 真空ジェシカ        | 土田晃之                                  | 大久保佳代子                                            |
| 12/5 - 12/10  | レイザーラモンRG                                                     |                              | AMEMIYA                                                            | 関根勤                                 | FUJIWARA                                  | ゾフィー                                                |
| 12/12 - 12/17 | 磯山さやか                                                           | とろサーモン                 | ニッキューナナ                                                     | 河邑ミク                               | COWCOW                                    | 高橋英樹                                                |
| 12/19 - 12/24 | NON STYLE                                                            | 中川家 ダイヤモンド          | トレンディエンジェル                                               | 立川志らく                             | 小泉今日子                                | （なし）                                                |
| 12/26 - 12/31 | モグライダー                                                         | まんじゅう大帝国             | クロコップ                                                         | キュウ                                 | （なし）                                  | U字工事                                                 |

### 2023年
| 2023年      | 2023年                       | 2023年                           | 2023年                 | 2023年                         | 2023年                              | 2023年                                                |
| 2023年      | 月曜日                       | 火曜日                           | 水曜日                 | 木曜日                         | 金曜日                              | 土曜日                                                |
| ----------- | ---------------------------- | -------------------------------- | ---------------------- | ------------------------------ | ----------------------------------- | ----------------------------------------------------- |
| 1/2 - 1/7   | （なし）                     | （なし）                         | クールポコ             | 鬼越トマホーク                 | 川島明（麒麟）                      | 戸田恵子                                              |
| 1/9 - 1/14  | 怪奇!YesどんぐりRPG          | 小沢一敬（スピードワゴン）       | 椿鬼奴                 | ライス                         | 空気階段                            | 久保史緒里（乃木坂46）                                |
| 1/16 - 1/21 | オズワルド                   | 宮武ぜんた ちゃんぴおんず）      | キンタロー。           | ヨネダ2000                     | ダイヤモンド                        | 高橋真麻                                              |
| 1/23 - 1/28 | 宮田陽・昇                   | エルシャラカーニ                 | 金谷ヒデユキ           | 磁石                           | （なし）                            | お見送り芸人しんいち                                  |
| 1/30 - 2/4  | 篠宮暁（オジンオズボーン）   | ヤーレンズ                       | 新宿カウボーイ         | ママタルト                     | （なし）                            | 真空ジェシカ                                          |
| 2/6 - 2/11  | パーパー                     | カトゥー                         | 板倉俊之（インパルス） | にゃんこスター                 | ザ・ぼんち ニッポンの社長           | 藤巻亮太                                              |
| 2/13 - 2/18 | 山田邦子                     | 今田耕司                         | 土田晃之               | 永野 お見送り芸人しんいち      | ランジャタイ ハリウッドザコシショウ | 孫ダッシュ                                            |
| 2/20 - 2/25 | 流れ星                       | おいでやす小田                   | アイデンティティ       | R藤本                          | ウエストランド                      | カンニング竹山                                        |
| 2/27 - 3/4  | や団                         | ダイタク                         | ゆめちゃん             | ビビる大木                     | （なし）                            | 佐々木莉佳子（アンジュルム）                          |
| 3/6 - 3/11  | クロちゃん（安田大サーカス） | しずる                           | さすらいラビー         | ゾフィー                       | ヨネダ2000                          | 熊谷望那・藤沢智子（東北放送アナウンサー） マギー審司 |
| 3/13 - 3/18 | 松田大輔（東京ダイナマイト） | ハマカーン                       | 田村裕（麒麟）         | レッツゴーよしまさ             | ケンドーコバヤシ                    | あばれる君                                            |
| 3/20 - 3/25 | 寺田寛明                     | おくまん ちゃんぴおんず カトゥー | マキタスポーツ         | ラバーガール                   | [[]]                                | 久保史緒里（乃木坂46）                                |
| 3/27 - 4/1  | ランジャタイ                 | にゃんこスター                   | 三宅裕司               | 中田敦彦（オリエンタルラジオ） | [[]]                                | なし                                                  |
| 4/3 - 4/8   | 徳光和夫                     | 五十嵐亮太                       | カンニング竹山         | EXIT                           | [[]]                                | 松村邦洋                                              |
| 4/10 - 4/15 | 大竹一樹（さまぁ～ず）       | NON STYLE 竹下パラダイス         | 小倉智昭               | 清水ミチコ                     | [[]]                                |                                                       |
| 4/17 - 4/22 | カンニング竹山               | ケンドーコバヤシ                 | 電気グルーヴ           | 和田アキ子                     | [[]]                                |                                                       |

## 放送時間
※JST表記

### 現在
- 平日 13:00 - 15:30 - 2020年9月7日 -
- 土曜日 13:00 - 14:55 - 2021年10月2日 -

## ネット局

### 平日版
| 放送対象地域 | 放送局             | 放送時間                | 放送期間        | 備考             |
| ------------ | ------------------ | ----------------------- | --------------- | ---------------- |
| 関東広域圏   | ニッポン放送（LF） | 月 - 金曜 13:00 - 15:30 | 2020年9月7日 -  | 制作局           |
| 愛媛県       | 南海放送（RNB）    | 月 - 金曜 13:00 - 15:30 | 2024年9月30日 - | [ 10 ] [ 注 87 ] |
| 兵庫県       | ラジオ関西（CRK）  | 金曜 13:00 - 15:30      | 2025年4月4日 -  | [ 21 ] [ 注 88 ] |

### 土曜版
| 放送対象地域   | 放送局             | 放送時間           | 放送期間        | 備考                       |
| -------------- | ------------------ | ------------------ | --------------- | -------------------------- |
| 関東広域圏     | ニッポン放送（LF） | 土曜 13:00 - 14:55 | 2021年10月2日 - | 制作局                     |
| 福岡県         | RKB毎日放送        | 土曜 13:00 - 14:55 | 2022年10月1日 - | [ 22 ] [ 注 92 ] [ 注 93 ] |
| 宮城県         | 東北放送（tbc）    | 土曜 13:00 - 14:55 | 2022年10月1日 - | [ 23 ] [ 注 92 ]           |
| 長崎県・佐賀県 | 長崎放送（NBC）    | 土曜 13:00 - 14:55 | 2023年4月1日 -  |                            |
| 福島県         | ラジオ福島（rfc）  | 土曜 13:00 - 14:55 | 2023年10月7日 - | [ 注 94 ]                  |
| 石川県         | 北陸放送（MRO）    | 土曜 13:00 - 14:55 | 2023年10月7日 - |                            |
| 京都府・滋賀県 | 京都放送（KBS）    | 土曜 13:00 - 14:55 | 2024年4月6日 -  |                            |
| 北海道         | 北海道放送（HBC）  | 土曜 13:00 - 14:55 | 2024年10月5日 - | [ 注 92 ]                  |
| 長野県         | 信越放送（SBC）    | 土曜 13:00 - 14:55 | 2024年10月5日 - | [ 注 95 ]                  |
| 沖縄県         | ラジオ沖縄（ROK）  | 土曜 13:00 - 14:55 | 2025年4月5日 -  |                            |
| 山形県         | 山形放送（YBC）    | 土曜 14:00 - 14:55 | 2024年10月5日 - |                            |

#### 過去のネット局
| 放送対象地域 | 放送局          | 放送時間           | 放送期間                                                    | 備考                |
| ------------ | --------------- | ------------------ | ----------------------------------------------------------- | ------------------- |
| 広島県       | 中国放送（RCC） | 土曜 13:00 - 14:55 | 2023年10月7日 - 2024年3月30日 2024年10月5日 - 2025年3月22日 | [ 注 92 ] [ 注 96 ] |

## 放送時間変更等
ネット局である北海道放送・東北放送・中国放送・RKB毎日放送のプロ野球デーゲーム中継（同日にニッポン放送で野球中継がない場合）、ラジオ福島の福島競馬実況中継、中国放送の『松ちゃん・大ちゃんのふくふくサタデー』、南海放送の『ザ・江刺ショー』、2024年度以降のRKB毎日放送のデーゲーム中継がない場合の14時台単発番組放送による短縮および休止については、事例が多数に及ぶため割愛する。

## スタッフ
- 構成作家：佐藤満春（火曜担当[注 105]）、ダビッツ（宮澤一彰）（木曜担当）、柳しゅうへい（金曜担当）